# Tertenia
Tertenia – miejscowość i gmina we Włoszech, w regionie Sardynia, w prowincji Nuoro.
Według danych na rok 2019 gminę zamieszkiwało 3883 osób, 33 os./km². Graniczy z Cardedu, Gairo, Jerzu, Lanusei, Loceri, Osini i Ulassai.